# Carman (Manitoba)
Carman é uma pequena cidade agrícola de cerca de 3 mil habitantes na Região do Vale Pembina, no sul de Manitoba no Canadá. Carman fica na junção das rodovias 3 e 13, a 40 minutos a sudoeste de Winnipeg. Está rodeado pelo Município Rural de Dufferin, no coração de um rico cinturão agrícola da pradaria canadense, a 60 quilômetros ao norte do estado norte-americano da Dakota do Norte.

## Clima
A maior leitura de umidade no Canadá foi registrada em Carman em 2007 com uma extrema alta de 53, o que é muito perigoso.